# Ribera (orilla)

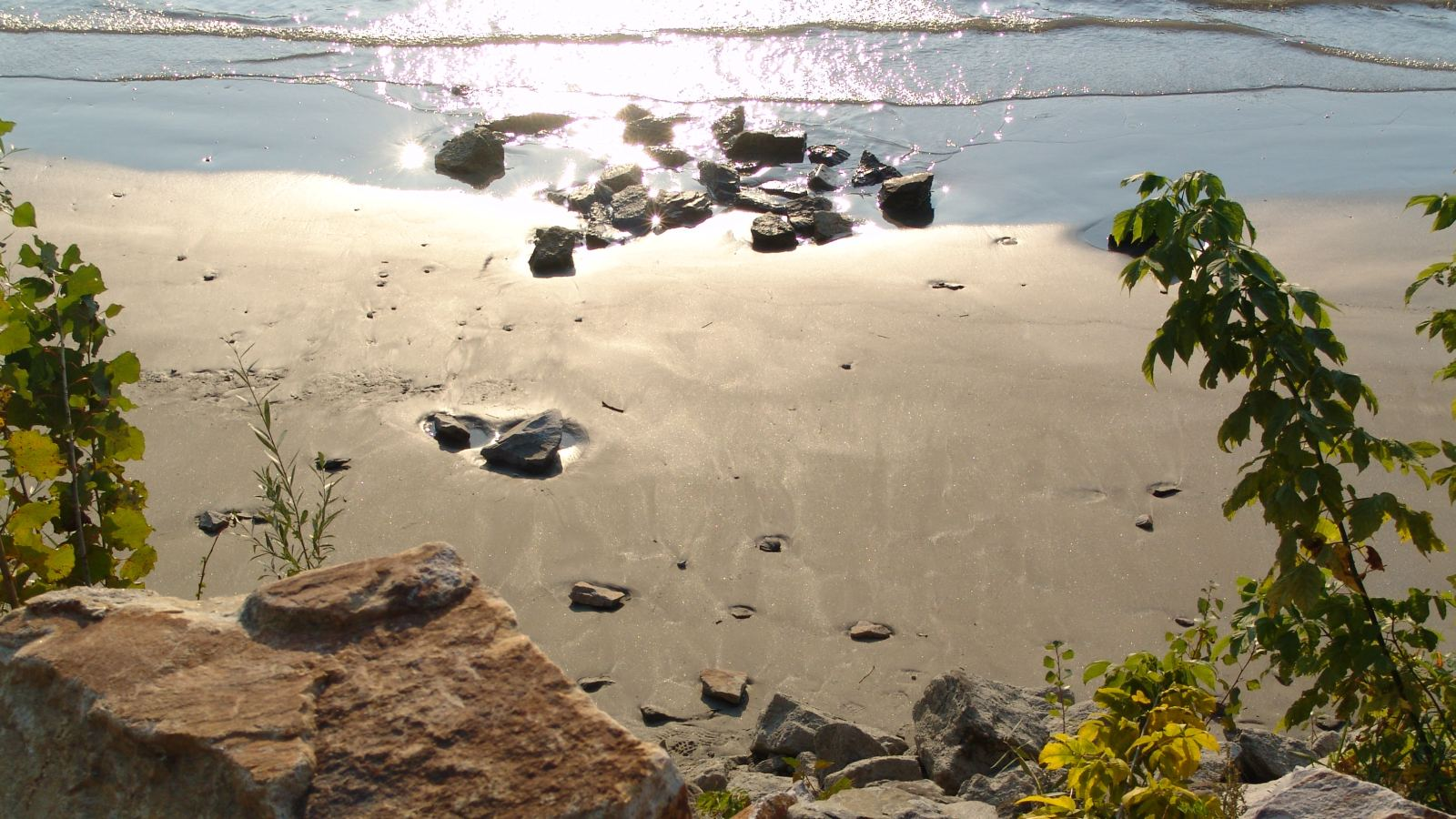
Orilla o ribera de río.

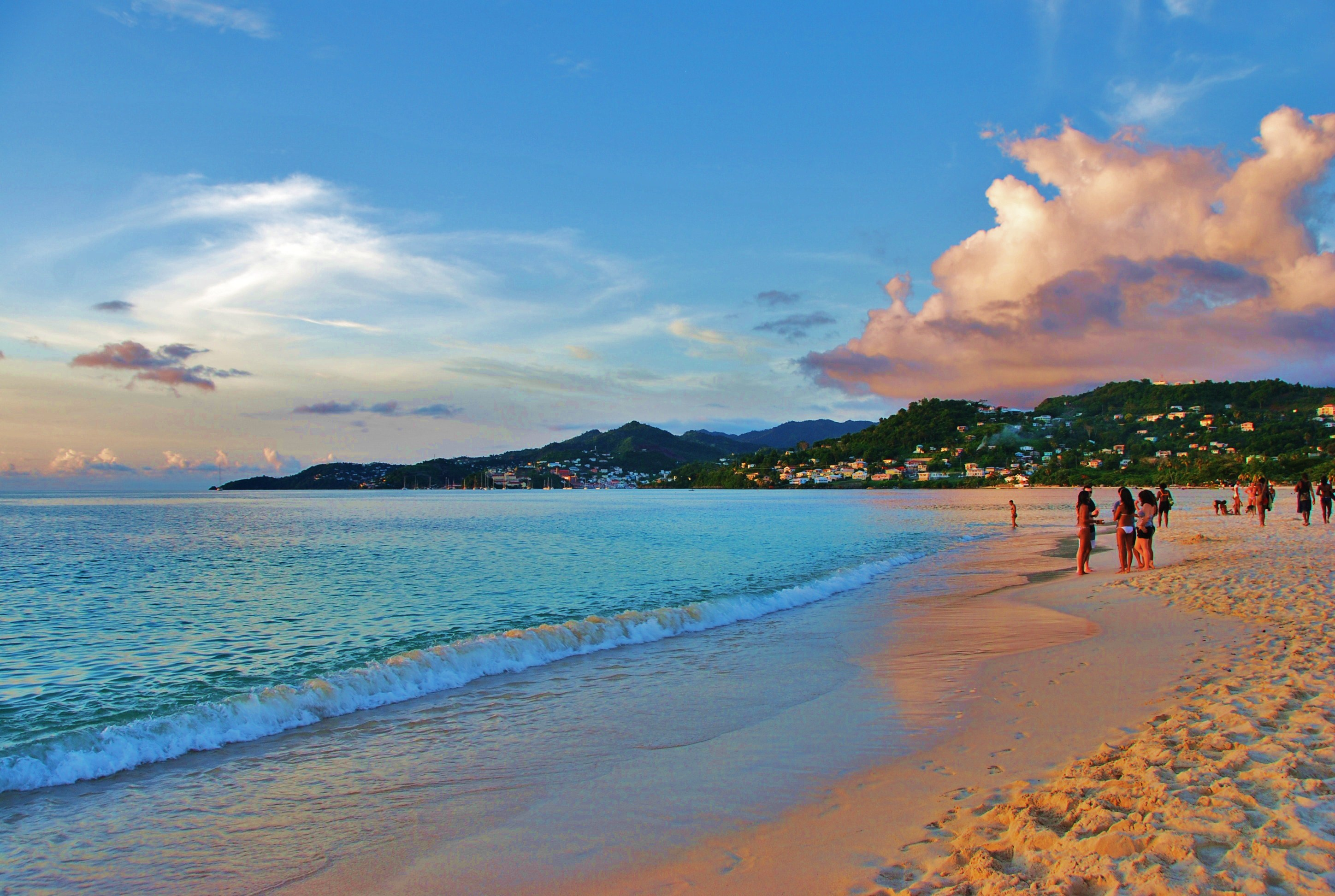
Orilla o ribera del mar.

Se denomina orilla o ribera (no confundir con rivera) al borde de un cuerpo de agua. El término hace referencia a la zona de tierra más cercana al océano, mar, lago, río, quebrada, etc.
En las riberas puede encontrarse limo, arena (que además de pequeñas piedras puede contener restos de animales como corales y conchas) así como piedras de diversos tamaños, que con la acción de la corriente y el oleaje terminan convirtiéndose en cantos rodados.
Las riberas marinas es frecuente que aparezcan casi completamente desprovistas de vegetación, debido a la constante e intensa acción mecánica del oleaje y el viento. La salinidad del agua es otro factor importante que dificulta el desarrollo de la vegetación. Por el contrario, las riberas de los cuerpos de agua dulce generalmente presentan una vegetación boscosa, que recibe el nombre de bosque ripario o ribereño, y que se caracteriza por requerir una elevada humedad del suelo y por tolerar inundaciones periódicas.